# Kamikawa Akihiko
Akihiko Kamikawa (神川 明彦, sinh ngày 9 tháng 7 năm 1966) là một huấn luyện viên và cựu cầu thủ bóng đá người Nhật Bản.

## Sự nghiệp Huấn luyện viên
Akihiko Kamikawa đã dẫn dắt Grulla Morioka.